# Mario Martín Gijón
Mario Martín Gijón (Villanueva de la Serena, 1979) es un escritor, poeta y crítico literario español. 
Doctor en Filología Hispánica, ejerció la docencia en la Philipps-Universität Marburg (Alemania) y Masarykova Univerzita v Brně (República Checa), y actualmente es profesor en la Universidad de Extremadura.
Colabora habitualmente en revistas como Clarín, Quimera o Cuadernos Hispanoamericanos, y con una columna semanal en El Periódico Extremadura.
Obtuvo el Premio Internacional Gerardo Diego de Investigación Literaria en 2009 por el libro José Herrera Petere en el surrealismo, la guerra y el destierro, el Premio Internacional de Crítica Literaria Amado Alonso en 2011 por La patria imaginada de Máximo José Kahn. Vida y obra de un escritor de tres exilios, el Premio Tigre Juan en 2012 por Inconvenientes del turismo en Praga y otros cuentos europeos, el Premio Arturo Barea de Investigación Cultural en 2013 por La Resistencia franco-española (1936-1950). Una historia compartida, y el Premio de Ensayo Miguel de Unamuno en 2017 por Un segundo destierro. La sombra de Unamuno en el exilio español.
Como poeta es autor de Latidos y desplantes (2011), Rendicción (2013, traducción al inglés, 2020), Tratado de entrañeza (2014) y Des en canto (2019).
Como narrador, ha publicado Inconvenientes del turismo en Praga y otros cuentos europeos (2012), Un día en la vida del inmortal Mathieu (2013), Un otoño extremeño (2017), Ut pictura poesis y otros tres relatos y La Pasión de Rafael Alconétar (Novelaberinto) (2021).
Algunos de sus textos se han traducido al inglés, francés, italiano, alemán, rumano, polaco, checo y chino. 

## Obras

### Poesía
- Latidos y desplantes, Madrid, Vitruvio, 2011.
- Rendicción. Madrid, Amargord, 2013 (traducción al inglés por Terence Dooley: Sur(rendering). Bristol, Shearsman Books, 2020).
- Tratado de entrañeza, Madrid, Polibea, 2014.
- Des en canto, Valparaíso/Barcelona, RIL Editores, 2019.
- Cuerpoemas, versb:leibend. Traducción al alemán de José F. A. Oliver. Berlín/Tubinga, Schiler & Mücke, 2022.
- La chair des heures. Anthologie poétique. Traducción al francés de Miguel Ángel Real. París, L'Harmattan.

### Novelas y relatos
- Inconvenientes del turismo en Praga, Mérida, Editora Regional de Extremadura, 2012.
- Inconvenientes del turismo en Praga y otros cuentos europeos, Oviedo, KRK, 2012.
- Un día en la vida del inmortal Mathieu, Madrid, Ediciones Irreverentes, 2013.
- Un otoño extremeño, Mérida, Editora Regional de Extremadura, 2017
- Ut pictura poesis y otros tres relatos. Valencia, Pre-Textos, 2018.
- La Pasión de Rafael Alconétar (Novelaberinto). Oviedo, Krk Ediciones, 2021.
- Restitución. Valencia, Pre-Textos, 2023.

### Ensayos y estudios
- Una poesía de la presencia. José Herrera Petere en el surrealismo, la guerra y el exilio, Valencia, Pre-Textos, 2009.
- Entre el compromiso y la fantasía. La obra narrativa y dramática de José Herrera Petere, Sevilla, Renacimiento (Biblioteca del Exilio), 2010.
- Los (anti)intelectuales de la derecha en España. De Giménez Caballero a Jiménez Losantos, Barcelona, RBA Libros (Tema de Actualidad), 2011.
- La patria imaginada de Máximo José Kahn. Vida y obra de un escritor de tres exilios, Valencia, Pre-Textos, 2012.
- La Resistencia franco-española (1936-1950). Una historia compartida, Badajoz, Servicio de Publicaciones de la Diputación de Badajoz, 2014. Segunda edición: Dos Repúblicas contra el fascismo. Españoles y franceses desde la Guerra Civil a la Segunda Guerra Mundial, Granada, Comares, 2019.
- Voces de Extremadura. El camino de Paul Celan hacia su Shibboleth español, Madrid, Libros de la Resistencia, 2019.